# Ioannis Ktistakis
Ioannis Ktistakis (griechisch Ιωάννης Κτιστάκης, * 3. Januar 1971 in Thiva) ist ein griechischer Jurist. Er ist seit 2021 Richter am Europäischen Gerichtshof für Menschenrechte (EGMR).

## Leben und Wirken
Ktistakis studierte  Rechtswissenschaften an der Demokrit-Universität Thrakien, wo er 1993 seinen Abschluss machte. Er schloss ein Studium der Politikwissenschaften an der Université Robert Schuman an, das er 1995 abschloss. 1996 erwarb er außerdem einen Mastergrad in Rechtstheorie, der von der Université Saint-Louis – Bruxelles und der Katholischen Universität Brüssel gemeinsam verliehen wurde. 2003 wurde Ktistakis von der Universität Athen zum Dr. iur. promoviert. Bereits 1995 war er in Griechenland zur Anwaltschaft zugelassen und praktizierte seitdem als Rechtsanwalt. Ab 2004 durfte er auch vor dem Areopag und dem griechischen Staatsrat auftreten. Ab 2007 lehrte er als Dozent an der Demokrit-Universität, von 2012 bis 2015 auch als außerplanmäßiger Professor an der Bosporus-Universität Istanbul. Daneben hatte Ktistakis Mitgliedschaften in verschiedenen Komitees über Menschenrechtsfragen in Griechenland und als griechischer Vertreter in entsprechenden europäischen Komitees inne.
Im Januar 2021 wurde er als Nachfolger von Linos-Alexandre Sicilianos als Vertreter Griechenlands zum Richter am Europäischen Gerichtshof für Menschenrechte gewählt. Er trat seine voraussichtlich bis 2030 dauernde Amtszeit am 8. März 2021 an. Seit 1. November 2024 ist er zudem Präsident der 3. Sektion des EGMR.
Als Rechtswissenschaftler liegen seine Schwerpunkte vor allem im internationalen Religionsrecht, insbesondere der Glaubensfreiheit, sowie im Migrationsrecht.